# LMS Garratt
| LMS Garratt                               | LMS Garratt                                                       | LMS Garratt                                                       |
| ----------------------------------------- | ----------------------------------------------------------------- | ----------------------------------------------------------------- |
| 4997 im Auslieferungszustand (um 1930)    |                                                                   |                                                                   |
| Nummerierung:                             | LMS: 4997–4999 LMS (ab 1938): 7997–7999 BR (ab 1948): 47997–47999 | LMS: 4967–4996 LMS (ab 1938): 7967–7996 BR (ab 1948): 47967–47996 |
| Anzahl:                                   | 3                                                                 | 30                                                                |
| Hersteller:                               | Beyer, Peacock & Co                                               | Beyer, Peacock & Co                                               |
| Baujahr:                                  | 1927                                                              | 1930                                                              |
| Ausmusterung:                             | 1956                                                              | 1955–1958                                                         |
| Bauart:                                   | (1’C)(C1’) h4t (Garratt)                                          | (1’C)(C1’) h4t (Garratt)                                          |
| Spurweite:                                | 1435 mm (Normalspur)                                              | 1435 mm (Normalspur)                                              |
| Länge über Puffer:                        | 26 784 mm                                                         | 26 784 mm                                                         |
| Höhe:                                     | 3886 mm                                                           | 4026 mm                                                           |
| Drehzapfenabstand:                        | 12 344 mm                                                         | 12 344 mm                                                         |
| Drehgestellachsstand:                     | 7849 mm                                                           | 7849 mm                                                           |
| Fester Radstand:                          | 5029 mm                                                           | 5029 mm                                                           |
| Kuppelachsradstand:                       | 18 440 mm                                                         | 18 440 mm                                                         |
| Gesamtradstand:                           | 24 079 mm                                                         | 24 079 mm                                                         |
| Kleinster bef. Halbmesser:                | 121 m                                                             | 121 m                                                             |
| Leermasse:                                | k. A.                                                             | 122,28 t*                                                         |
| Dienstmasse:                              | 151,14 t                                                          | 154,95 t 158,00 t*                                                |
| Reibungsmasse:                            | 118,3 t                                                           | 121,42 t 124,06 t*                                                |
| Radsatzfahrmasse:                         | 20,66 t                                                           | 21,34 t*                                                          |
| Anfahrzugkraft:                           | 203 kN                                                            | 203 kN                                                            |
| Bremskraft:                               | k. A.                                                             | 712 kN*                                                           |
| Kuppelraddurchmesser:                     | 1600 mm                                                           | 1600 mm                                                           |
| Laufraddurchmesser:                       | 1003 mm                                                           | 1003 mm                                                           |
| Steuerungsart:                            | Walschaerts                                                       | Walschaerts                                                       |
| Zylinderanzahl:                           | 4                                                                 | 4                                                                 |
| Zylinderdurchmesser:                      | 470 mm                                                            | 470 mm                                                            |
| Kolbenhub:                                | 660 mm                                                            | 660 mm                                                            |
| Kesselüberdruck:                          | 13,10 bar                                                         | 13,10 bar                                                         |
| Anzahl der Heizrohre:                     | 209                                                               | 209                                                               |
| Anzahl der Rauchrohre:                    | 36                                                                | 36                                                                |
| Heizrohrlänge:                            | 3785 mm                                                           | 3785 mm                                                           |
| Rostfläche:                               | 4,13 m²                                                           | 4,13 m²                                                           |
| Strahlungsheizfläche:                     | 17,00 m²                                                          | 17,00 m²                                                          |
| Rohrheizfläche:                           | 181,53 m²                                                         | 181,53 m²                                                         |
| Überhitzerfläche:                         | 43,29 m²                                                          | 43,29 m²                                                          |
| Verdampfungsheizfläche:                   | 198,53 m²                                                         | 198,53 m²                                                         |
| Wasservorrat:                             | 20,46 m³                                                          | 20,46 m³                                                          |
| Brennstoffvorrat:                         | 7,11 t Steinkohle                                                 | 9,14 t Steinkohle                                                 |
| Lokbremse:                                | Dampfbremse, Handbremse                                           | Dampfbremse, Handbremse                                           |
| Zugbremse:                                | Saugluftbremse                                                    | keine                                                             |
| Kupplungstyp:                             | Schraubenkupplung                                                 | Schraubenkupplung                                                 |
| * mit rotierendem Kohlenbehälter Quellen: |                                                                   |                                                                   |

Die unter der Bezeichnung LMS Garratt bekannten und ursprünglich als 4967 bis 4999 nummerierten Fahrzeuge der London, Midland and Scottish Railway (LMS) waren eine Reihe von Dampflokomotiven der Bauart Garratt, welche 1927 und 1930 von Beyer, Peacock & Co (BP) in 33 Exemplaren für den schweren Güterzugdienst auf der Midland Main Line gebaut wurde. Sie ähnelten anderen frühen Garratt-Konstruktionen, beispielsweise der Klasse N der Bengal Nagpur Railway (BNR), und blieben neben der 1925 in Dienst gestellten, nur aus einem Exemplar bestehenden Klasse U1 der London and North Eastern Railway (LNER) die einzigen für den Einsatz auf Hauptbahnstrecken bestimmten Lokomotiven dieser Bauart im Vereinigten Königreich. Abgesehen von der für Garratts untypischen Achsfolge (1’C)(C1’), die eine hohe Radsatzfahrmasse zur Folge hatte, und dem ab 1931 nachgerüsteten rotierenden Kohlenbehälter wiesen sie keine technischen Besonderheiten auf. Ab 1938 trugen die Maschinen die Betriebsnummern 7967 bis 7999 und ab 1948 die Nummern 47967 bis 47999. Sämtliche Fahrzeuge wurden bei den British Railways (BR) bis 1958 ausgemustert und verschrottet.

## Geschichte
Nach der Gründung der London, Midland and Scottish Railway (LMS) im Jahr 1923 auf der Grundlage des Railways Act 1921 übernahm diese zahlreiche kleine zwei- und dreifach gekuppelte Güterzuglokomotiven von ihrer Vorgängergesellschaft Midland Railway (MR) und behielt deshalb zunächst die Beförderung schwerer Züge im Vorspannbetrieb bei. Dieses Prinzip erwies sich jedoch aufgrund des hohen Instandhaltungs- und Personalaufwandes als unwirtschaftlich, weshalb die LMS bei Beyer, Peacock & Co (BP) die Konstruktion einer Gelenklokomotive der Bauart Garratt in Auftrag gab. Maßgeblich an der Planung beteiligt war Henry Fowler, leitender Ingenieur bei der LMS. Die neue Lokomotive sollte einen 1470 t schweren Zug mit einer Geschwindigkeit von 40 km/h befördern können und somit in der Lage sein, zwei dreifach gekuppelte Güterzuglokomotiven zu ersetzen.
Die ersten drei Fahrzeuge mit den Betriebsnummern 4997 bis 4999 wurden im April 1927 ausgeliefert und nach ihrer Indienststellung im schweren Güterzugdienst auf der 204 km langen Strecke Toton–Brent erprobt. Dabei mussten sie mit den über 1500 t schweren Kohlezügen unter anderem einen 6,4 km langen Streckenabschnitt mit einer durchschnittlichen Steigung von 7,58 ‰ bewältigen. Mit einer Gesamtlänge von 26 784 mm übertrafen sie die einrahmigen Vorgängerbauarten deutlich, weshalb einige Lokomotivstände des Rundschuppens in Toton erweitert werden mussten. Nach dem Abschluss der Testphase folgte eine zweite Bestellung von 30 geringfügig modifizierten Fahrzeugen. Diese wurden zwischen August und Dezember 1930 als 4967 bis 4996 in den Bestand der LMS aufgenommen.
Bei der Entwicklung hatte das Konstruktionsbüro der Bahngesellschaft darauf bestanden, die standardisierten MR-Radsatzlager, welche bereits für die leichtere Klasse 4F unterbemessen waren, einzubauen, weshalb im Betrieb regelmäßig Lagerschäden auftraten. Zudem verursachte die geforderte Verwendung einer konventionellen Hängeeisensteuerung einen erhöhten Dampfverbrauch und einen entsprechenden Leistungsverlust bei höheren Geschwindigkeiten. Die Betriebs- und Instandhaltungskosten waren erheblich. Die Fehlentscheidungen der LMS-Ingenieure hatten somit zur Folge, dass die erhofften Einsparungen im Vergleich zum Vorspannbetrieb nicht erreicht wurden. Entgegen ursprünglicher Pläne der LMS zur Beschaffung weiterer Garratt-Lokomotiven blieben die 33 Fahrzeuge zusammen mit der 1925 in einem Exemplar gebauten Klasse U1 der London and North Eastern Railway (LNER) sowie einigen Industriebahn-Maschinen die einzigen ihrer Bauart im Vereinigten Königreich. Währenddessen fertigte BP in seiner Gorton Foundry in Manchester zwischen 1909 und 1958 beinahe 1000 Garratt-Lokomotiven für den Export.
Ab 1931 wurden alle Fahrzeuge bis auf die 4998 und die 4999 mit einem von BP unter der Bezeichnung Self-Trimming Coal Bunker vermarkteten rotierenden Kohlenbehälter ausgestattet, welcher den Heizer entlasten und die Verschmutzung des Führerstandes mit Kohlenstaub reduzieren sollte. Um für die seit 1934 in großen Stückzahlen produzierte Klasse 5 Nummern freizugeben, wurden die 33 Maschinen 1938 in 7967 bis 7999 umgezeichnet. Die Lokomotiven waren hauptsächlich in den Bahnbetriebswerken Toton und Wellingborough beheimatet und beförderten schwere Kohlezüge von Toton nach Brent über die Midland Main Line. Während die beladenen, etwa 1500 t schweren Züge südwärts kaum schneller als 30 km/h fuhren, wurden mit den Leerzügen in der Gegenrichtung Geschwindigkeiten von bis zu 80 km/h erreicht. Einige Fahrzeuge waren ab den 1930er Jahren in Hasland bei Chesterfield sowie Westhouses bei Alfreton stationiert und wurden von dort aus beispielsweise auf der Hope Valley Line eingesetzt.
Als sie am 1. Januar 1948 durch die British Railways (BR) übernommen worden, waren 23 Maschinen in Toton und die übrigen 10 in Hasland beheimatet. Zwischen April 1948 und Juni 1949 erhielten sie die Betriebsnummern 47967 bis 47999. Bei den BR erstreckte sich das Einsatzgebiet bis nach York im Norden und Bristol im Südwesten Englands. Versuche, die Gelenklokomotiven im Schiebedienst auf der Lickey Incline zu verwenden, blieben erfolglos. Die BR ersetzten sie schließlich durch die ab 1954 hergestellte und wesentlich zuverlässigere Standardklasse 9F. Die Ausmusterung begann im Mai 1955 mit der in Toton stationierten 47990 und endete im März 1958 mit der in Hasland beheimateten 47994. Sämtliche Fahrzeuge wurden zwischen Juni 1955 und April 1958 verschrottet.

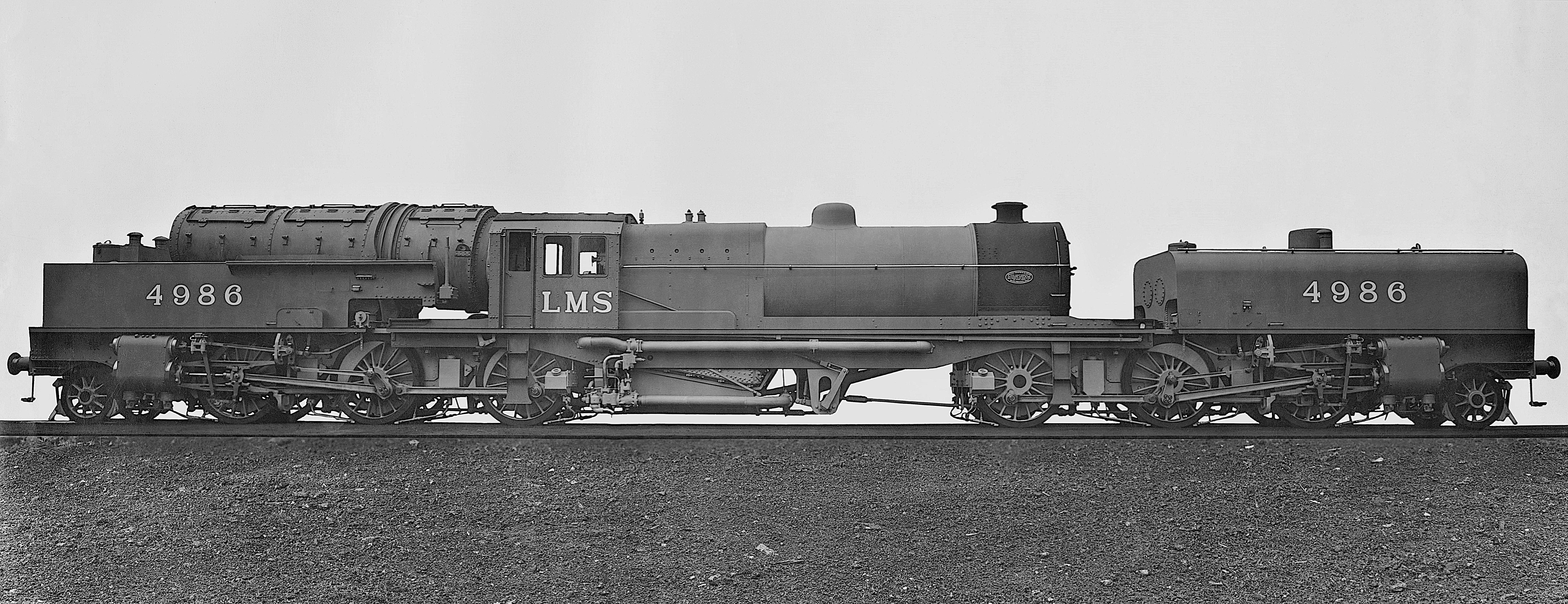
4986 mit rotierendem Kohlenbehälter (1931)
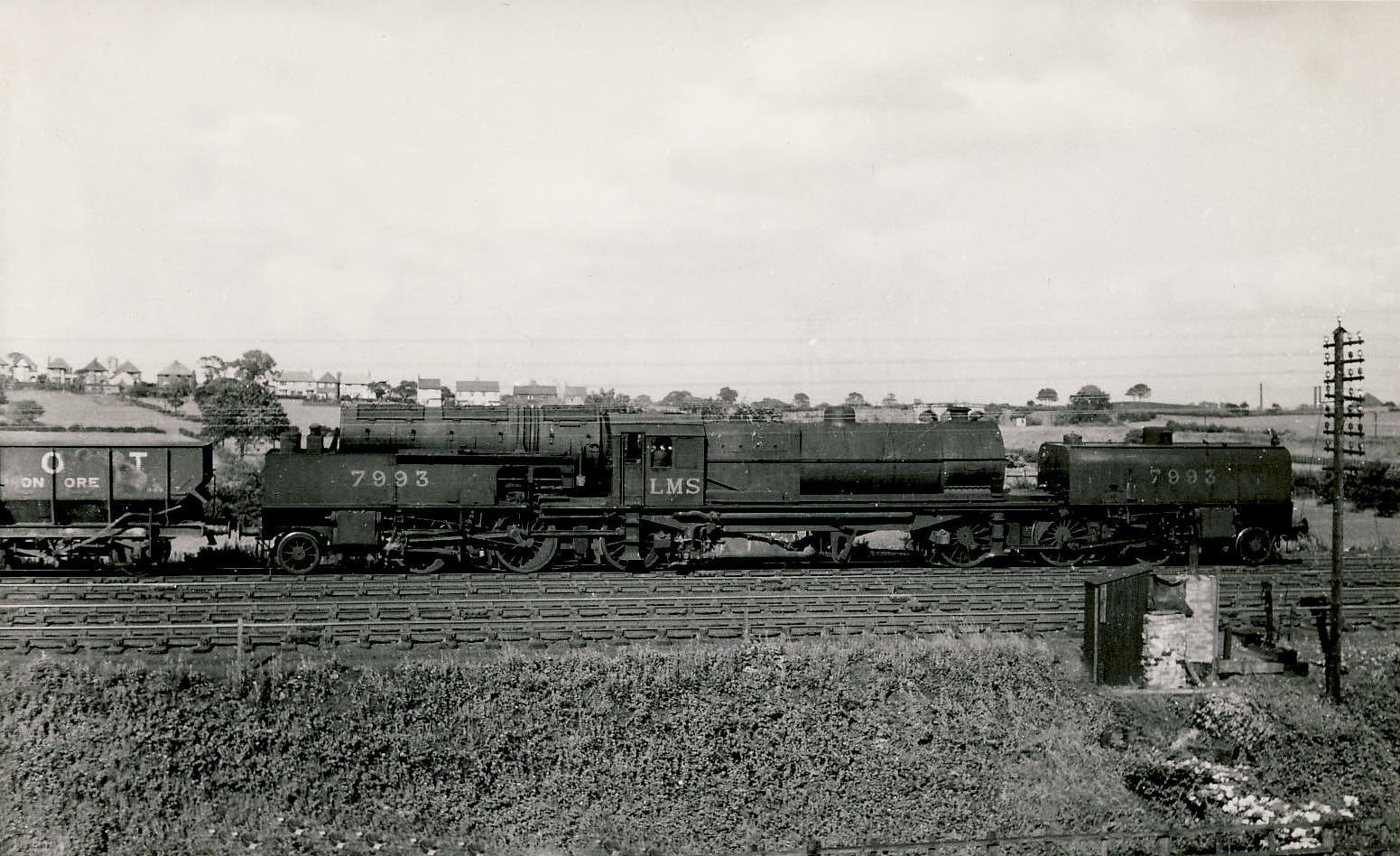
7993 (4993) bei Hasland (Juni 1946)
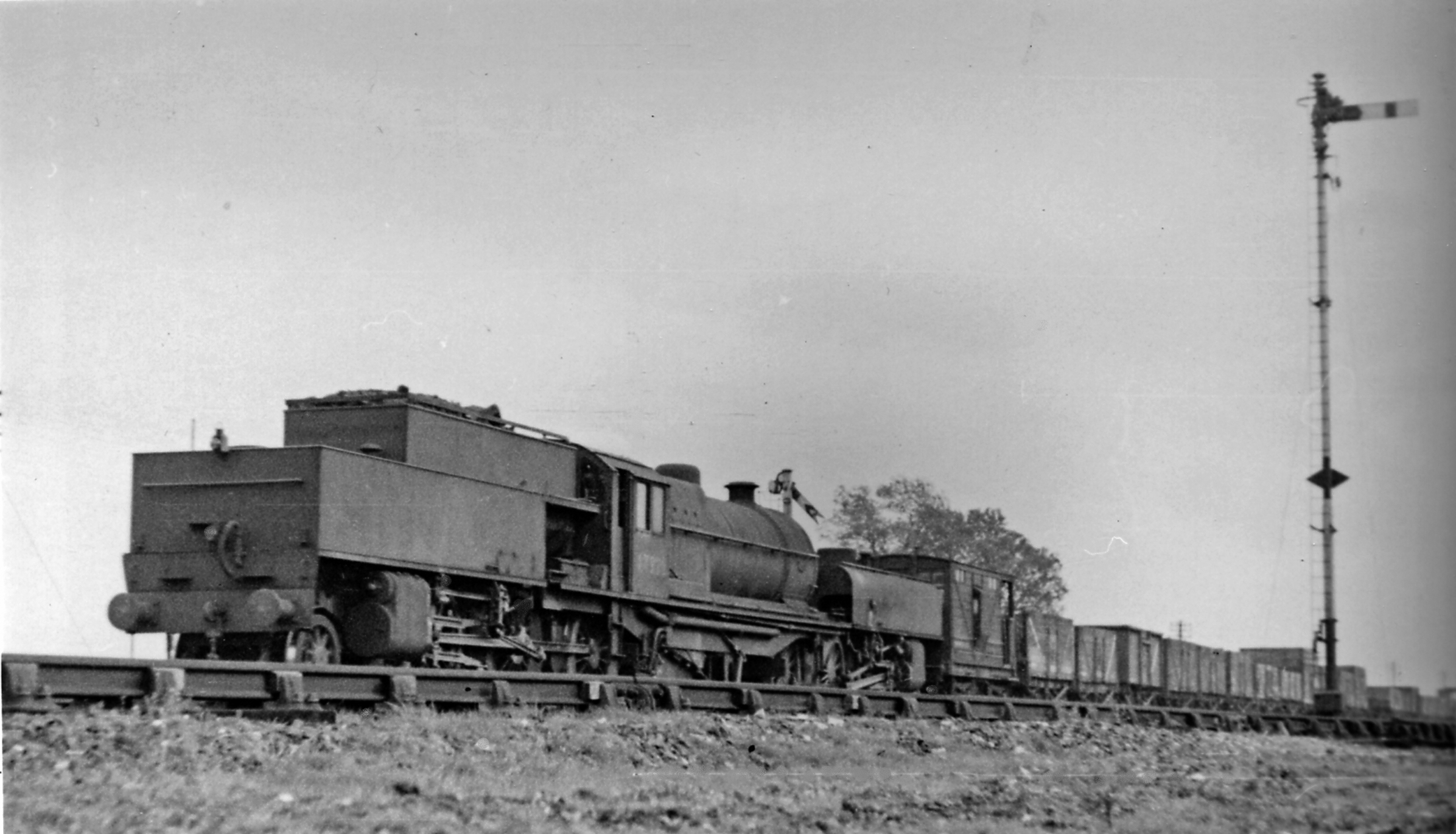
47999 (4999) bei Loughborough (Oktober 1950)
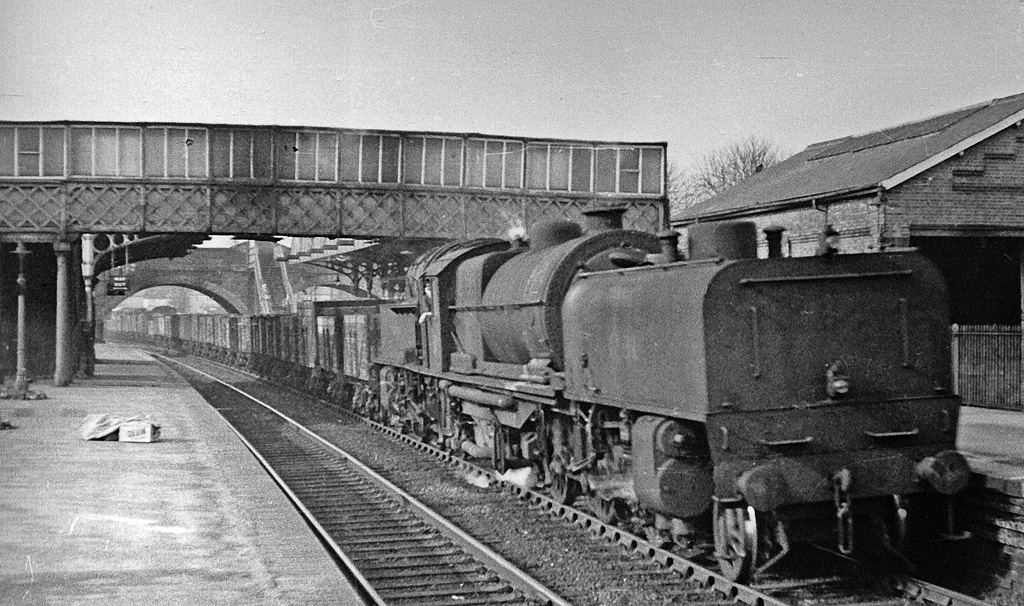
Unbekannte LMS-Garratt in Borehamwood (März 1954)

## Technische Beschreibung
Die Lokomotiven der Bauart Garratt besaßen einen Brückenrahmen in Blechbauweise, der den Dampfkessel sowie das Führerhaus trug und sich an jedem Ende auf einem Triebgestell abstützte. Die Triebgestellrahmen, die an den Fahrzeugenden die Zug- und Stoßeinrichtungen der Schraubenkupplung aufnahmen, waren als innenliegende genietete Blechrahmen ausgeführt. Das hintere Triebgestell trug den Kohlenkasten, welcher in der ursprünglichen Ausführung 7,11 t Steinkohle aufnehmen konnte, und wie das vordere einen Wasserbehälter. Der Wasserkasten auf dem vorderen Triebgestell war bei den 1930 hergestellten Fahrzeugen der zweiten Bauserie höher als bei den Maschinen der ersten Bauserie von 1927, um einen größeren Kohlenkasten mit 9,14 t Vorrat auf dem hinteren Triebgestell zu ermöglichen. Zur Entlastung des Heizers wurde bei allen Lokomotiven werkseitig ein dampfbetriebener Kohlenschieber eingebaut, der sich jedoch nicht bewährte. Ab 1931 erhielten deshalb sämtliche Fahrzeuge bis auf die 4998 und die 4999 einen am hinteren Ende drehbar gelagerten, konisch geformten und nach vorn geneigten Kohlenbehälter. Angetrieben über die Lagerwalzen am vorderen Ende des Behälters durch eine umsteuerbare, zweizylindrige Kolbendampfmaschine mit nachgeschaltetem Schneckengetriebe, führte dieser bei Bedarf eine langsame Rotationsbewegung aus und verlagerte dadurch den Brennstoff in Richtung Führerstand. Die Öffnungen zur Bekohlung waren mit klappbaren Deckeln versehen, womit die Entleerung während der Rotation verhindert und zugleich die Verschmutzung des Führerstandes mit Kohlenstaub bei Rückwärtsfahrt reduziert wurde. Im Betrieb lagerte sich mit der Zeit Kohle unterhalb des Behälters ab und blockierte diesen regelmäßig.
Mit der Achsfolge (1’C)(C1’) besaßen die Lokomotiven in jedem Triebgestell einen führenden Laufradsatz sowie drei im Rahmen gelagerte Kuppelradsätze. Als Radsatzlager wurden ausschließlich innenliegende Gleitlager verwendet. Der kleinste befahrbare Bogenradius betrug 121 m beziehungsweise 101 m bei langsamer Fahrt. Die beiden Zwillingstriebwerke waren als Außentriebwerke ausgeführt und wirkten jeweils auf den zweiten Kuppelradsatz. Aus Kostengründen verwendete man eine konventionelle Walschaerts-Steuerung mit Hängeeisen und Kolbenschiebern. Die Gegenkurbeln waren von den zugehörigen Zylindern aus betrachtet voreilend auf den Treibzapfen montiert. Da bei Garratt-Lokomotiven stets ein Triebwerk rückwärts läuft, führte das für Hängeeisensteuerungen typische Steinspringen zu einem hohen Dampfverbrauch und einem daraus resultierenden Leistungsverlust. Neben den unterbemessenen Radsatzlagern war dies ein weiterer Grund dafür, dass die mit 1600 mm Kuppelraddurchmesser möglichen Geschwindigkeiten im regulären Betrieb nicht ausgefahren wurden. Der große Kuppelraddurchmesser wirkte sich außerdem negativ auf die Zugkraft aus, die mit 203 kN bei einem Zylinderdruck von 11,14 bar für eine schwere Güterzuglokomotive verhältnismäßig gering ausfiel. Die Dienstmasse der Lokomotive betrug je nach Ausführung 151,14 t bis 158,00 t, die Reibungsmasse 118,3 t bis 124,06 t. Die höchste Radsatzfahrmasse lag mit 20,66 t bis 21,34 t weit über dem Durchschnitt für Garratt-Lokomotiven (bei der zur selben Zeit gebauten und ähnlich schweren SAR-Klasse GF waren es beispielsweise nur 14,43 t). Sandrohre waren an den ersten beiden beziehungsweise allen drei Kuppelradsätzen der Triebgestelle zu finden.
Der auf dem Brückenrahmen angeordnete, handgefeuerte Dampfkessel mit Belpaire-Stehkessel und Überhitzer verfügte über 36 Rauchrohre mit 121 mm sowie 209 Heizrohre mit 45 mm Innendurchmesser und einer Länge von 3785 mm. Der größte Durchmesser des Langkessels betrug 1905 mm. Der Stehkessel war zwischen den Langträgern des Brückenrahmens eingezogen, sodass ein Teil der Feuerbüchse sowie der Aschkasten unter diesem hinausragten. Die Rostfläche belief sich auf 4,13 m², die Strahlungsheizfläche auf 17,00 m², die Rohrheizfläche auf 181,53 m² und die Überhitzerfläche auf 43,29 m². Der Kesselüberdruck lag bei 13,10 bar. Die Lokomotiven der zweiten Bauserie besaßen im Vergleich zur ersten Bauserie einen höheren Schornstein und Dampfdom, wodurch die Gesamthöhe von 3886 mm auf 4026 mm anstieg.
Als Lokomotivbremse war eine Dampfbremse vorgesehen. Die ersten drei Maschinen mit den Nummern 4997 bis 4999 sowie zeitweise die 4984 verfügten über eine Saugluftbremse als Zugbremse. Die übrigen Fahrzeuge besaßen keine Zugbremse, da diese für die Beförderung der größtenteils ungebremsten Güterwagen nicht benötigt wurde. Die Klotzbremse wirkte ursprünglich auf alle acht Radsätze, nach Umbauten jedoch nur noch auf die sechs Kuppelradsätze. Aufgrund ihrer Bestimmung für den Güterzugdienst waren die Lokomotiven nicht mit Anschlüssen für die Dampfheizung ausgerüstet.

## Modelle
Ein Modell der LMS-Garratt wurde erstmals im Jahr 1961 von Rosebud Kitmaster für die Nenngröße 00 hergestellt. Später verkaufte auch Hattons Model Railways Modelle für die Nenngrößen N und 00.